# GMOメイクショップ
GMOメイクショップ株式会社（ジーエムオーメイクショップ、英: GMO MAKESHOP Co., Ltd.）は、東京都渋谷区に本社を置く日本の企業。

## 概要
ネットショップ・ECサイト構築Software as a Service (SaaS) のmakeshopをはじめとして、Eコマース支援サービスを提供している。
2005年、GMOインターネットへ株式を譲渡して資本提携し、同グループ傘下になった。

## 沿革
- 2004年（平成16年）9月22日 - 株式会社メイクショップ設立[1]。
- 2005年（平成17年）
  - 8月1日 - GMOインターネットグループへ参画[2][3]。
  - 8月31日 - MakeShopの利用店舗数が1,000店舗を突破[4]。
- 2006年（平成18年）9月3日 - MakeShopの利用店舗数が3,000店舗を突破。
- 2007年（平成19年）5月8日 - MakeShopの利用店舗数が5,000店舗を突破。
- 2008年（平成20年）
  - 2月14日 - MakeShopの利用店舗数が10,000店舗を突破。
  - 8月1日 - GMOメイクショップ株式会社に社名変更[5]。
- 2009年（平成21年）3月10日 - MakeShopの利用店舗数が15,000店舗を突破。
- 2013年（平成25年）
  - 3月1日 - 西日本支社を設立。
  - 4月2日 - MakeShopの年間総流通額が業界首位となる。
- 2014年（平成26年）1月9日 - MakeShopの年間総流通額が業界初の1,000億円を突破。
- 2015年（平成27年）
  - 4月1日 - MakeShopの年間総流通額が3年連続業界首位となる。
  - 10月1日 - 福岡支社を設立。
- 2017年（平成29年）7月13日 - MakeShopの年間総流通額が5年連続業界首位となる。
- 2018年（平成30年）4月23日 - MakeShopの年間総流通額が6年連続業界首位となる。
- 2019年（平成31年）3月6日 - MakeShopの年間総流通額が7年連続業界首位となる。
- 2020年（令和2年）
  - 3月26日 - MakeShopの年間総流通額が8年連続業界首位となる。
  - 8月1日 - GMOインターネットからGMOシステムコンサルティングの株式を取得し子会社化[6]。
  - 10月31日 - MakeShopの法人契約数が10,000社を突破。
- 2021年（令和3年）
  - 3月9日 - MakeShopの年間総流通額が9年連続業界首位となる。
  - 3月31日 - 当社が提供していたセミカスタマイズ型の「MakeShopエンタープライズ」、フルカスタマイズ型の「Axコマース」、およびGMOシステムコンサルティングが提供していたECパッケージ「ECオリジン」が統合され、「GMOクラウドEC」が誕生。中規模～大規模ECサイト構築の検討者に対し、一つのソリューションとしてより分かりやすく最適な提案ができるようになったと発表している[7]。同時に公式サイトも統合された。
  - 7月31日 - MakeShopの法人契約数が11,000社を突破。
- 2022年（令和4年）
  - 3月15日 - MakeShopの年間総流通額が10年連続業界首位となる。
  - 4月1日 - 連結子会社のGMOシステムコンサルティングを吸収合併[8]。
- 2023年（令和5年）
  - 3月15日 - MakeShopの年間総流通額が11年連続業界首位となる。
  - 3月30日 - MakeShopのロゴデザインをリニューアル。表記も「makeshop」に変更。
  - 8月31日 - makeshopのアプリプラットフォームをリリース。

## 主なサービス
- makeshop
- GMOクラウドEC
- EC運営代行
- MakeRepeater